# Exzellenzcluster Integrative Produktionstechnik für Hochlohnländer
Das Exzellenzcluster Integrative Produktionstechnik für Hochlohnländer  ist ein interdisziplinäres Forschungsprojekt der Rheinisch-Westfälischen Technischen Hochschule Aachen zusammengeschlossen im Kompetenzzentrum Aachen House of Integrative Production Technology.
Im Exzellenzcluster forschen mehr als 25 Institute und Forschungseinrichtungen der Werkstoff- und Fertigungstechnik gemeinsam mit der Fraunhofer-Gesellschaft und namhaften Unternehmen aus der produzierenden Industrie an Grundlagen für eine nachhaltige Produktionsstrategie.
Das Exzellenzcluster wurde im Oktober 2006 im Rahmen der Exzellenzinitiative des Bundes und der Länder gegründet und erhielt am 15. Juni 2012 erneut seine Bestätigung in der Exzellenzinitiative. Das Cluster arbeitet eng mit dem Kompetenznetzwerk PROTECA zusammen und stellt derzeit eines der größten Projekte in Industrie 4.0 dar. Mit dem Exzellenzcluster Internet of Production (IoP) der RWTH Aachen steht seit dem 1. Januar 2019 die Suche nach anwendungsorientierten und innovativen Lösungen im Bereich der Produktionstechnik als Nachfolgeprojekt im Rahmen der Exzellenzstrategie auf dem Programm.

## Ziele
Ziel ist es, die Produktion in Hochlohnländern unter Berücksichtigung der weltweit dynamischen Rahmenbedingungen infolge der Globalisierung zu gewährleisten.
Im Rahmen des Exzellenzclusters sollen daher Beiträge zu einer grundlegend weiterentwickelten Theorie der Produktionswissenschaft erarbeitet werden, die organisatorische und technische Aspekte  ganzheitlich verbindet und der produzierenden Industrie die notwendigen Methoden und Werkzeuge zur Umsetzung einer wettbewerbsfähigen Produktion in globalen Märkten bereitstellt.
Somit ist die Aufgabe der Aachener Wissenschaftler wesentliche Beiträge für eine zukunftsfähige, nachhaltige Produktionstechnik zu entwickeln, um zur Lösung der Standortfrage beizutragen.
Das Exzellenzcluster „Integrative Produktionstechnik für Hochlohnländer“ verfolgt das langfristige Ziel, die Wettbewerbsfähigkeit deutscher Produktionstechnik zu steigern.

## Forschungsgebiete
Basierend auf wissenschaftlichen Analysen des Polylemmas der Produktionstechnik wurden die Individualisierung, die Virtualisierung, die Hybridisierung und die Selbstoptimierung der Produktion als wesentliche Forschungsgebiete identifiziert.
Diese Forschungsgebiete werden in Integrative Cluster Domains (ICD) unterteilt.
Die übergeordnete Lösungshypothese liegt in der nächsthöheren Stufe der Integrativität der Produktionstechnik. Die Industrie der Hochlohnländer hat ihre Vorteile in reifen Märkten in der Individualisierung von Produkten gefunden, die trotz effizienter Einzelprozesse zum Verlust an Skaleneffekten in der gesamten Wertkette führen. Durch Modularität und Konfigurationslogiken für
Produkte und Produktionssysteme sowie geeignete Produktionstechnologien kann diese erste Dichotomie zwischen Scale und Scope aufgelöst werden.
Für einige Produkte und Prozesse ist der Lösungsansatz der Dichotomie wert- vs. planungsorientiert das hybride Produktionssystem, das verschiedene Fertigungsverfahren und -prozesse sowie Werkstoffe kombiniert. Weitere Hypothesen zur Auflösung dieser Dichotomie sind selbstoptimierende Produktionssysteme, die gerade mit dem qualifizierten technischen Personal der Hochlohnländer entwickelt und international wettbewerbsfähig betrieben werden können.
Die durchgängige Auslegung eines Produktionssystems erfordert bei hoher Variantenvielfalt hohe Planungsaufwendungen. Die Hypothese ist hier die durchgängige Virtualisierung der Produktionsprozesse sowie die Integration von virtueller und realer Welt, die beide Dichotomien durch Verringern der Planungsaufwendungen bei gleichzeitigem Erhöhen der Anzahl an Lösungsalternativen als auch durch Verringern der Vorbereitungsanteile bei gleichzeitigem first-time-right löst.
Grundlage für alle vier Lösungshypothesen ist die Entwicklung einer produktionstechnischen Theorie, die ganzheitliche Beschreibungs-, Erklärungs- und Gestaltungsmodelle für Produktionssysteme umfasst und eine effiziente Nutzung der Produktionsfaktoren sicherstellt.

### ICD A: Individualisierte Produktion
Die individualisierte Produktion erfordert einen hohen Grad an Produktvariabilität
und -dynamik zu Kosten einer Massenproduktion. Hierzu sind umfassende Konzepte zur Gestaltung aller Elemente eines Produktionssystems, wie beispielsweise dem Produktprogramm, den Produktionsprozessen und der Ressourcenstruktur notwendig. Dabei wird die Realisierung des One-Piece-Flows angestrebt, bei dem kundenindividuelle Produkte einzeln durch die Produktentwicklung und Fertigung fließen.
Die ICD A „Individualisierte Produktion“ sucht daher nach Antworten, wie zum einen die optimale Kombination und Konfiguration der Elemente eines Produktionssystems identifiziert werden kann. Zum anderen stellt sich die Frage nach den geeigneten Produktionsprozessen und -technologien, mit denen sich ein One-Piece-Flow zu Kosten einer Massenproduktion umsetzen lässt.

### ICD B: Virtuelle Produktionssysteme
Eine Flexibilisierung der Produktion geht einher mit einer Steigerung der vorbereitenden, planenden Tätigkeiten. Die Auflösung des oben skizzierten Polylemmas erfordert jedoch eine Reduzierung der Planung. Daher werden innerhalb der ICD B „Virtuelle Produktionssysteme“ angestrebt, um eine hohe Qualität der Planung bei gleichzeitiger Reduzierung der Planungsaufwände zu erreichen. Hierzu bedarf es zum einen der Verkürzung virtueller Prozessketten durch z. B. Integration einzelner Prozessschritte und der dazugehörigen Werkzeuge, zum anderen ist eine tiefgreifende Integration von virtueller und realer Welt notwendig, um die Umsetzung der Planungsergebnisse im realen Produktionssystem sicherzustellen.

### ICD C: Hybride Produktionssysteme
Auf der Ebene der realen Produktionssysteme müssen Wege gefunden werden, wie Prozessketten verkürzt und im Sinne des One-Piece-Flow gestaltet werden können. Dieser Herausforderung kann mit hybriden Produktionsprozessen begegnet werden. Die ICD C „Hybride Produktionssysteme“ adressiert daher die Fragestellung, inwieweit formalisierte, auf wissenschaftlichen Methoden basierende Ansätze zur systematischen Hybridisierung von Prozessketten möglich sind. Darüber hinaus werden hybride Schlüsseltechnologien identifiziert und technologisch vorangetrieben.

### ICD D: Selbstoptimierende Produktionssysteme
Zur Auflösung des Polylemmas der Produktionstechnik ist weiterhin die Fähigkeit der Selbstoptimierung notwendig. Selbstoptimierung ermöglicht eine Optimierung realer Produktionsprozesse ohne gleichzeitig vorgelagerte Planungsaufwände zu erhöhen. Daher zielt die ICD D „Selbstoptimierende Produktionssysteme“ auf Methoden und Technologien zur Steigerung der kognitiven Fähigkeiten von Produktionssystemen ab.

### Industrie 4.0
Im Rahmen des Exzellenzclusters ist u. a. das Forschungs- und Entwicklungsprojekt „ProSense“ entstanden. Ziel des Projektes ist die Entwicklung einer hochauflösenden, adaptiven Produktionssteuerung auf Basis kybernetischer Unterstützungssysteme und intelligenter Sensorik.

## Forschungspartner
Im Exzellenzcluster für integrative Produktionstechnik für Hochlohnländer sind mehr als 25 Institute, Forschungseinrichtungen sowie internationale Wirtschaftsunternehmen involviert.

### Institute
| Institut                                                                                               | Leitung                  |
| --- | ------------------------ |
| ACCESS e.V.                                                                                            | Andreas Bührig-Polaczek  |
| Forschungsinstitut für Rationalisierung (FIR)                                                          | Günther Schuh            |
| GI Gießerei-Institut                                                                                   | Andreas Bührig-Polaczek  |
| IOT Institut für Oberflächentechnik                                                                    | Kirsten Bobzin           |
| IBF Institut für Bildsame Formgebung                                                                   | Gerhard Hirt             |
| IKV Institut für Kunststoffverarbeitung                                                                | Christian Hopmann        |
| IEHK Institut für Eisenhüttenkunde                                                                     | Wolfgang Bleck           |
| IAW Institut für Arbeitswissenschaft                                                                   | Verena Nitsch            |
| ISF Institut für Schweißtechnik und Fügetechnik                                                        | Uwe Reisgen              |
| ITA Institut für Textiltechnik                                                                         | Thomas Gries             |
| CATS Lehrstuhl für Computergestützte Analyse Technischer Systeme                                       | Marek Behr               |
| IGM Institut für Getriebetechnik und Maschinendynamik                                                  | Burkhard Corves          |
| Institut für Allgemeine Konstruktionstechnik des Maschinenbaus                                         | Jörg Feldhusen           |
| IMA/ZLW Lehrstuhl für Informationsmanagement im Maschinenbau / Zentrum für Lern- und Wissensmanagement | Sabina Jeschke           |
| Werkzeugmaschinenlabor WZL der RWTH Aachen                                                             | Christian Brecher et al. |
| IPT Fraunhofer-Institut für Produktionstechnologie                                                     | Fritz Klocke et al.      |
| ILT Fraunhofer-Institut für Lasertechnik                                                               | Reinhart Poprawe         |
| LFK Lehr- und Forschungsgebiet Kautschuktechnologie                                                    | Edmund Haberstroh        |
| LLT Lehrstuhl für Lasertechnik                                                                         | Reinhart Poprawe         |
| TOS Lehrstuhl für Technologie Optischer Systeme                                                        | Peter Loosen             |
| Rechen- und Kommunikationszentrum der RWTH Aachen                                                      | Matthias Müller          |
| IRT Institut für Regelungstechnik                                                                      | Dirk Abel                |
| WIN Lehrstuhl Wirtschaftswissenschaften für Ingenieure und Naturwissenschaftler                        | Malte Brettel            |
| IGPM Institut für Geometrie und praktische Mathematik                                                  | Wolfgang Dahmen          |
| TIM Lehrstuhl für Technologie- und Innovationsmanagement                                               | Frank Piller             |
| HCIC Human-Computer Interaktion Center                                                                 | Martina Ziefle et al.    |
| WZLforum gGmbH an der RWTH Aachen                                                                      | Kirstin Marso-Walbeck    |

### Industriepartner
| - ALD - BMW - Carl Zeiss AG - CEROBEAR - Chiron-Werke GmbH - Daimler AG - Deutsche Edelstahlwerke Specialty Steel - Dirostahl - Döllken Kunststoffverarbeitung GmbH - Dörries Scharmann Technologie GmbH - Dürr System GmbH Aircraft and Technology Systems - EADS - Eisenbau Krämer - Eppendorf Polymere GmbH | - ESI - Europipe GmbH - Evonik Degussa - Festo AG & Co. KG - Ford Forschungszentrum Aachen GmbH - Freudenberg Simmerringe GmbH & Co. KG - Georgsmarienhütte - Hübner GmbH - Huf Tools GmbH Velbert - Johann Hay GmbH & Co. KG - Kugler - Kuka - LIBA Maschinenfabrik GmbH - MAGMA | - OKE Group GmbH - Otto Junker Edelstahlgießerei GmbH - Phoenix Contact GmbH & Co. KG - Presswerk Krefeld GmbH & Co. KG - PSI Automotive & Industry GmbH - Robert Bosch GmbH - SABIC Europe - Salzgitter Mannesmann Forschung GmbH - SIGMA Engineering GmbH - Smar Act GmbH - TGE Vorwerk Elektrowerke GmbH & Co. KG - ThyssenKrupp Steel AG - TRUMPF - Volkswagen Werkzeugbau Braunschweig |